# Stefan Zamecki
Stefan Zamecki (ur. 28 września 1936 w Warszawie, zm. 26 lutego 2022 tamże) – polski historyk nauki.

## Życiorys
Syn Józefa i Ludwiki.
Ukończył studia na Wydziale Chemii (1960) i na Wydziale Filozofii i Socjologii (1964) Uniwersytetu Warszawskiego, specjalizując się z chemii fizycznej u prof. Wojciecha Świętosławskiego i filozofii nauki u prof. Władysława Krajewskiego.
Doktorat z nauk humanistycznych uzyskał u prof. Eugeniusza Geblewicza (1974) w Instytucie Historii Nauki PAN w Warszawie, przedstawiając rozprawę „Koncepcja nauki w szkole lwowsko-warszawskiej” (Wrocław, Ossolineum, 1977); habilitację z nauk humanistycznych uzyskał (1980, data kolokwium, stopień naukowy w 1982) w Instytucie Historii Nauki PAN w Warszawie przedstawiając rozprawę „Wkład Wojciecha Świętosławskiego (1881–1968) do chemii fizycznej” (Wrocław, Ossolineum, 1981).
Tytuł naukowy profesora uzyskał w 1993 roku na podstawie dwóch książek „Pojęcie odkrycia naukowego a historia dziedziny nauki” (Wrocław 1988 Ossolineum) oraz „Problemy klasyfikowania pierwiastków chemicznych w XIX wieku. Studium historyczno-metodologiczne” (Warszawa, IHN PAN, 1992).
Był autorem kilkuset prac naukowych z szeroko pojmowanego naukoznawstwa, w tym historii dziedziny nauka (zwłaszcza historii subdziedziny chemia) oraz historia subdziedziny filozofia nauki.
Był redaktorem naczelnym „Kwartalnika Historii Nauki i Techniki” oraz serii wydawniczej „Monografie z Dziejów Nauki i Techniki”, członkiem redakcji periodyków: „Zagadnienia Naukoznawstwa” i „Nauka Polska”, członkiem Komitetu Naukoznawstwa przy Wydziale I PAN, członkiem Rady Naukowej PAN.

## Publikacje
- Koncepcja nauki w szkole lwowsko-warszawskiej, Wrocław 1977.
- Wkład Wojciecha Świętosławskiego (1881–1968) do chemii fizycznej, Wrocław 1981.
- Pojęcie odkrycia naukowego a historia dziedziny nauki, Wrocław 1988.
- Problemy klasyfikowania pierwiastków chemicznych w XIX wieku. Studium historyczno-metodologiczne, Warszawa 1992.
- Powstanie koncepcji atomistyczno–molekularnych. Studium historyczno-metodologiczne, Warszawa 2002.
- Komentarze do naukoznawczych poglądów Williama Whewella (1794–1866). Studium historyczno-metodologiczne, Warszawa 2012, ISBN 978-83-86062-09-6.
- Europejskie inspiracje w pracach polskiego chemika Ignacego Fonberga (1801–1891). Studium historyczno–metodologiczne, Warszawa 2015, ISBN 978-83-87992-85-9.
- Problematyka naukoznawcza na łamach periodyku „Nauka Polska. Jej Potrzeby, Organizacja i Rozwój”. Studium historyczno-metodologiczne. Lata 1918–1947, Warszawa 2016, ISBN 978-83-87992-94-1.
- O niektórych potrzebach nauki polskiej omawianych na łamach periodyku „Nauka Polska. Jej Potrzeby, Organizacja i Rozwój”. Lata 1918–1947. Aneks, Warszawa 2017, ISBN 978-83-87992-89-7.
- Problematyka naukoznawcza na łamach periodyku „Nauka Polska. Jej Potrzeby, Organizacja i Rozwój”. Studium historyczno-metodologiczne. Lata 1992–2016, Warszawa 2018, ISBN 978-83-950710-1-0.
- „Kwartalnik Historii Nauki i Techniki” - ludzie i problemy: lata 1956–1993, Warszawa 2020.